# Вулиця Акацієва (Львів)
Ву́лиця Ака́цієва — вулиця у Шевченківському районі міста Львова, в місцевості Голоско. Починається від вулиці Яблуневої та закінчується глухим кутом.

## Історія
Вулиця виникла не пізніше 1929 року під назвою Антикєвічув. У 1934 році отримала назву Акацйова, у 1958 році назву уточнено на Акацієва.
Забудована приватними садибами 1930-х років, є й сучасні будівлі.